# Windsor Heights
Windsor Heights – wieś w Stanach Zjednoczonych, w stanie Wirginia Zachodnia, w hrabstwie Brooke.